# Callopora inermis
Callopora inermis är en mossdjursart som beskrevs av Liu och Ed F. Wass 2000?. Callopora inermis ingår i släktet Callopora och familjen Calloporidae. Inga underarter finns listade i Catalogue of Life.